# Der Zauberlehrling
Der Zauberlehrling é o título de um poema de Johann Wolfgang von Goethe, escrito em 1797.

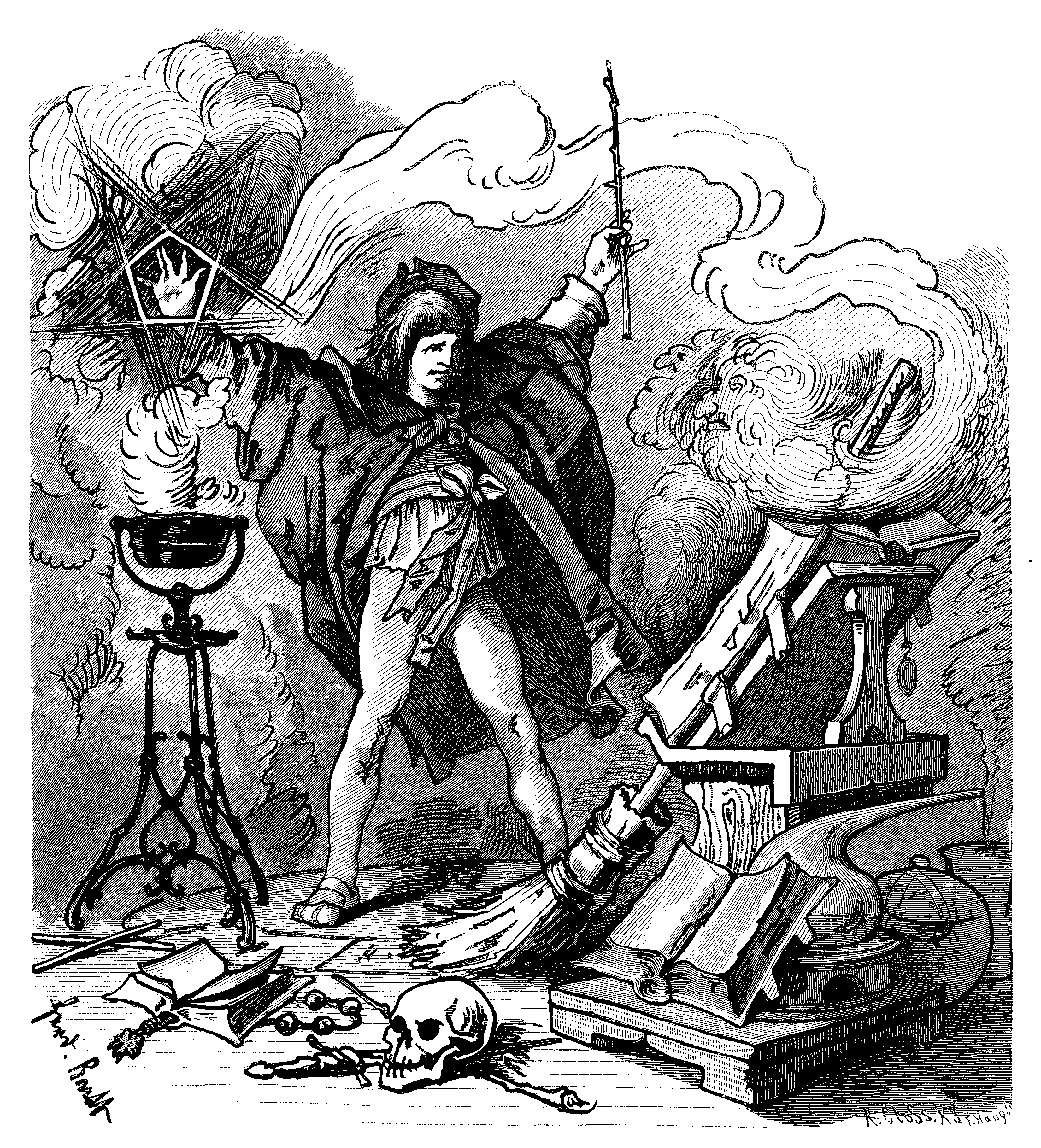
Ilustração de S. Barth, 1882.

O poema começa com um velho feiticeiro saindo de sua oficina deixando seu aprendiz com tarefas a realizar. Cansado de limpar o chão, o aprendiz encanta o esfregão para que este trabalhe sozinho - usando magia que ele ainda não domina. A oficina logo está encharcada, e o aprendiz se dá conta que não é capaz de parar o esfregão.
Não sabendo como controlar o utensílio encantado, o aprendiz parte o esfregão em duas partes, com o auxílio de um machado, mas cada uma das partes se transforma em um novo esfregão que continua a espalhar a água. Quando tudo parece estar perdido, o velho feiticeiro retorna, e rapidamente quebra o feitiço e salva o dia. 
O poema termina com a fala do velho feiticeiro: "Espíritos poderosos devem ser convocados apenas pelos mestres que os dominam". Inspirou uma cena do filme homônimo de 2010 The Sorcerer's Apprentice, na qual o protagonista não consegue controlar os esfregões por magia.